# Gangmae (métro de Séoul)
Haengsin (hangeul : 강매 ; hanja : 江梅) est une station de passage de la ligne Gyeongui-Jungang du métro de Séoul. Elle est située, au 202 Sowon-ro, dans le quartier Haengsin-dong et l'arrondissement Deogyang-gu (en) sur le territoire de la ville Goyang, au nord de Séoul dans la province Gyeonggi-do, en Corée du Sud. 
La gare d'origine est ouverte en 1971 et fermée en 2009. La station du métro est ouverte en 2014. La station est desservie par les circulations des rames omnibus et express sur la ligne Gyeongui-Jungang.

## Situation sur le réseau

Plan du réseau du métro de Séoul (2023)

Établie en aérien, Gangmae, est une station de passage de la ligne Gyeongui-Jungang du métro de Séoul : elle est située entre la station Haengsin, en direction du terminus ouest Munsan, et la station Hwajeong, en direction du terminus est Jipyeong.

## Histoire

### Gare ferroviaire (1971-2009)
La gare d'origine, dénommée Haengju, est mise en service le 15 mai 1971. Elle est renommée Gangmae le 1er mai 1976.
Considérée comme trop proche de la station Haengsin elle est fermée, sans création d'une station de métro le 1er janvier 2009 lors de l'ouverture de la nouvelle ligne Gyeongui, intégrée dans le réseau du métro de Séoul,.

### Station de métro (depuis 2014)
Du fait de la pression des habitants et des autorités locales, la station de métro Gangmae est légèrement déplacée, par rapport à la gare d'origine, et mise en service le 25 octobre 2014. Elle devient une station de la ligne Gyeongui-Jungang, du réseau du métro de Séoul, lors de la création de cette ligne, le 27 décembre 2014, par la création de la section, entre Gongdeok et Yongsan, qui permet la fusion entre les anciennes lignes Gyeongui et Jungang.

## Services aux voyageurs

### Accès et accueil
Située au 202 Sowon-ro, elle dispose de deux accès. Elle est équipée d'automates pour les titres de transport.

### Desserte
Haengsin est desservie par les rames omnibus qui circulent sur l'ensemble de la ligne principale, et par le service express : Jungang Express.

Installations
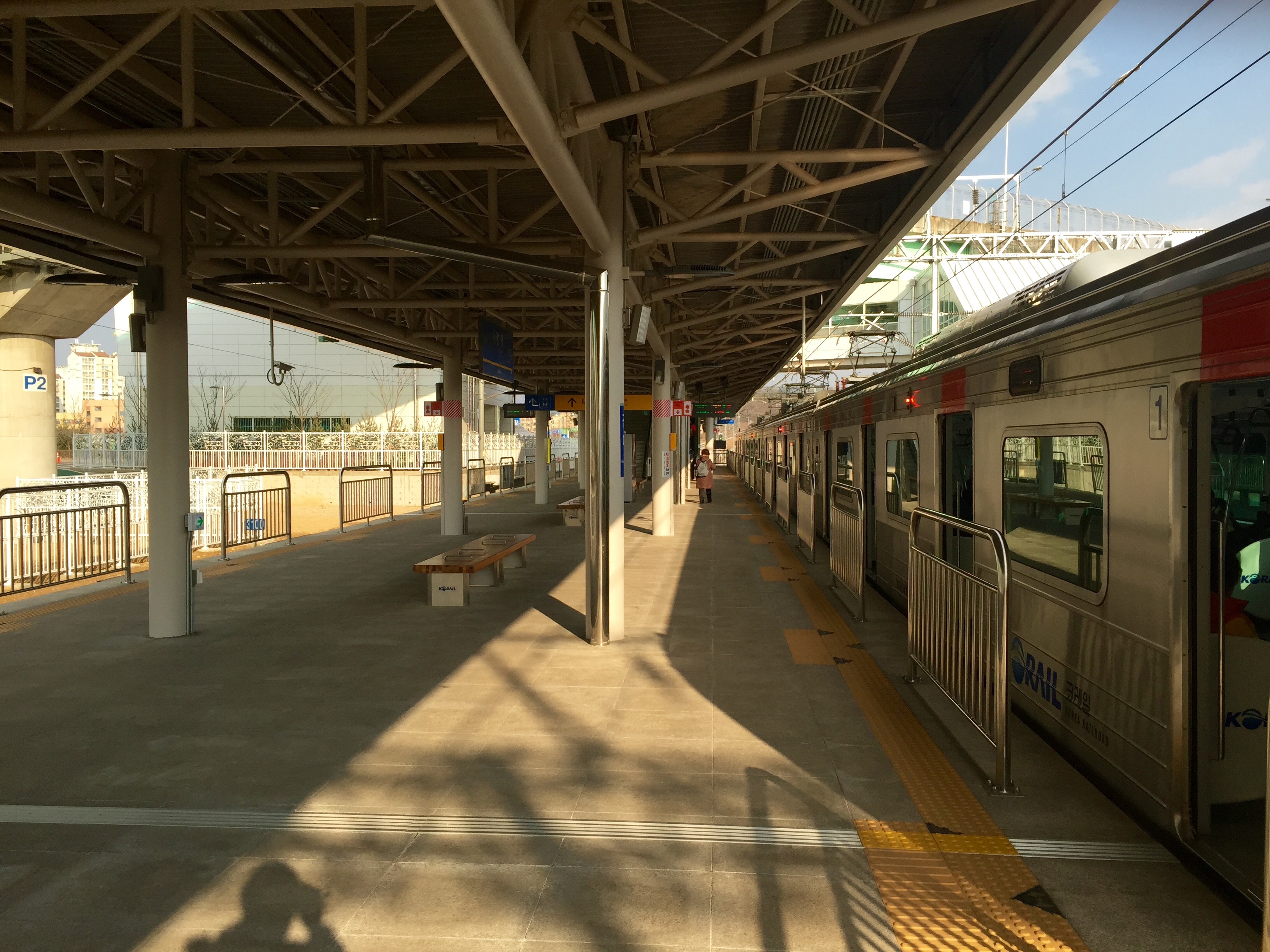
En 2015.
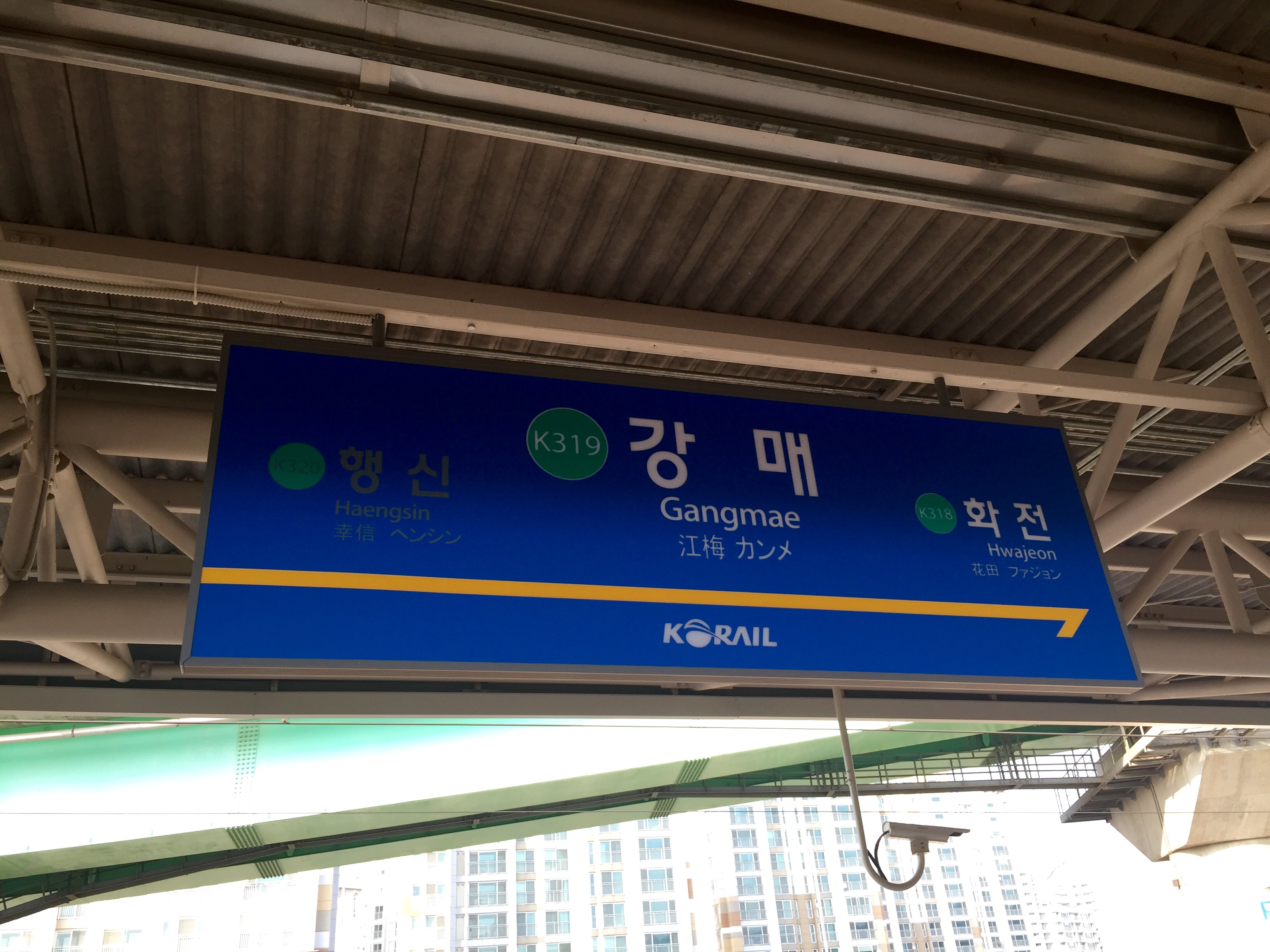
En 2015
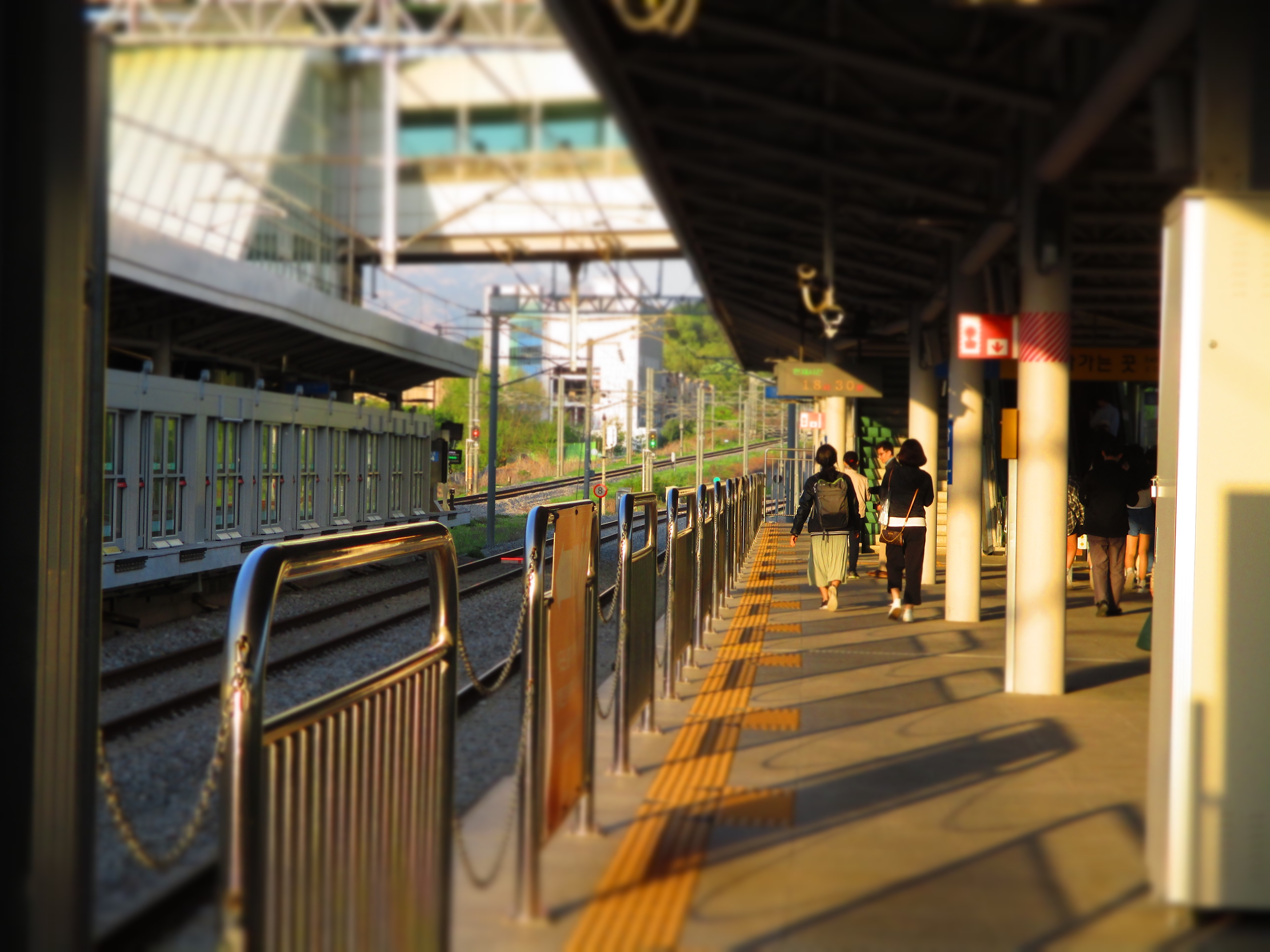
En 2018.

### Intermodalité
Des arrêts de bus sont situés à proximité.